# Шергино
Ше́ргино — село в Кабанском районе Бурятии. Административный центр сельского поселения «Шергинское».

## География
Расположено на правобережье реки Селенги, на левом берегу протоки Телья, на востоке Кударинской степи. Находится от Кабанска в 9 км по прямой к северо-востоку и в 32 км по автодороге через селенгинский мост у села Тресково. Село находится на 76-м км автотрассы 03К-019 Турунтаево — Тресково, от которой на север от Шергино идёт региональная автодорога 03К-020 на село Заречье у Байкала.

## Население
| 2002 | 2010 |
| ---- | ---- |
| 691  | ↘627 |

## История
Основано в 1830-е годы, как заимка из 10 — 12 дворов.
15 января 1867 года Иркутская епархия выдала разрешение на строительство деревянного храма на каменном фундаменте во имя Казанской иконы Божией Матери в Шергинском селении. Строительство церкви завершилось летом 1869 года. 14 августа 1869 года при Шергинской Казанской церкви был создан церковный приход, в который входили сёла Быково, Фофаново, Горбовское, Романовское, Кычинское, Жилкино, Пашинское.
В августе 1885 года открылась церковно-приходская школа. Школа размещалась в церковной сторожке. Первым учителем был псаломщик Казанской церкви Иосиф Лаврентьев. Закон Божий преподавал местный священник Алексей Корнаков.